# لیگ دسته اول فوتبال مجارستان
 لیگ دسته اول فوتبال مجارستان  (به مجاری: Nemzeti Bajnokság I) معتبرترین لیگ فوتبال در کشور مجارستان است که از سال ۱۹۰۱ تاکنون برگزار می‌شود. این لیگ از ۱۶ تیم که از سراسر کشور مجارستان در آن شرکت می‌کنند برگزار می‌شود.
تیم فرنتس‌واروش با ۳۴ قهرمانی پرافتخارترین تیم این سری مسابقات به حساب می‌آید.

## پرافتخارترین باشگاه‌ها
- فرنس واروش: ۳۴ قهرمانی
- ام‌تی‌کی بوداپست: ۲۳ قهرمانی
- اویپشت: ۲۰ قهرمانی
- بوداپست هونود: ۱۳ قهرمانی
- واشاش: ۶ قهرمانی
- دبرسنی: ۵ قهرمانی